# Bembecia bartschi
Bembecia bartschi is een vlinder uit de familie wespvlinders (Sesiidae), onderfamilie Sesiinae.
Bembecia bartschi is voor het eerst wetenschappelijk beschreven door Garrevoet & Lingenhöle in 2011. De soort komt voor in het Palearctisch gebied.